# Володимир-Волинський ґебіт
Володи́мир-Воли́нський ґебі́т, Володи́мир-Воли́нська окру́га (нім. Kreisgebiet Wladimir Wolynsk) — адміністративно-територіальна одиниця генеральної округи Волинь-Поділля Райхскомісаріату Україна з центром у Володимирі-Волинському, яка існувала протягом німецької окупації Української РСР.

## Історія
Округу (ґебі́т) утворено 1 вересня 1941 опівдні з території міста Володимир-Волинський та Володимир-Волинського, Порицького, Устилузького районів і волинської частини Вербського району тогочасної Волинської області.
Станом на 1 вересня 1943 Володимир-Волинський ґебіт поділявся на 5 німецьких районів: район Верба (нім. Rayon Werba/Gebiet Wladimir Wolynsk), міський район Володимир-Волинський (нім. Rayon Wladimir Wolynsk-Stadt), земельний район Володимир-Волинський (нім. Rayon Wladimir Wolynsk-Land), район Порицьк (нім. Rayon Porizk) і район Устилуг (нім. Rayon Ustilug).
21 липня 1944 року районний центр Іваничі та міста Володимир-Волинський і Устилуг захопили радянські війська.